# Baranya (historisch comitaat)
Het comitaat Baranya was een historisch comitaat. Dit comitaat bestond vanaf de 11e eeuw tot 1920 in zijn historische context (voor het huidige comitaat Baranya,  zie Baranya (comitaat). Het zuidoostelijke deel bij het deltagebied van de Drava dat hier samenvloeit met de Donau, hoort vanaf 1920 bij Kroatië (het toenmalige Koninkrijk der Serven, Kroaten en Slovenen, vanaf 1929 het koninkrijk Joegoslavië). 
Dit is de zogenaamde Drávaszög, meer hierover  in het artikel Baranja (regio). Tegenwoordig onderdeel van het Gaspanschap Osijek-Baranja.

## Ligging
Het comitaat grensde aan de comitaten Somogy , Tolna, Bács-Bodrog en het voormalige Kroatische comitaat Virovititz / Verőce. En was gelegen tussen de Drava in het zuiden en aan de Donau in het oosten.

## Districten
| Stoeldistrict                       | Hoofdplaats               |
| ----------------------------------- | ------------------------- |
| Baranyavár, het huidige Branjin Vrh | Dárda , het huidige Darda |
| Hegyhát                             | Sásd                      |
| Mohács                              | Mohács                    |
| Pécs                                | Pécs                      |
| Pécsvárad                           | Pécsvárad                 |
| Siklós                              | Siklós                    |
| Szentlőrinc                         | Szentlőrinc               |
| Stadsdistrict                       |                           |
| Pécs                                | Pécs                      |

Alle districten liggen tegenwoordig nog steeds in het comitaat Baranya, op het deelgebied Baranyavár/Branjin Vrh met als hoofdstad Darda na, dit gebied maakt namelijk deel uit van het huidige gespanschap Osijek-Baranja.